# إبراهيم عيسى (شاعر)
إبراهيم عبد الحميد عيسى (1927 - 2000)، المعروف بـإبراهيم عيسى. هو أحد شعراء القصيدة العمودية.

## نشأته وتعليمه

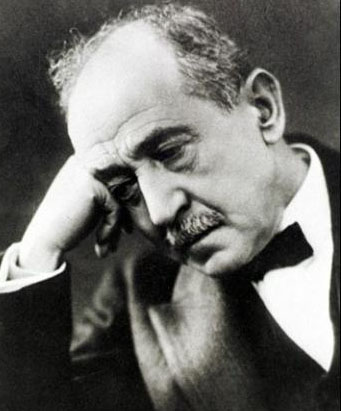
أمير الشعراء أحمد شوقي

ولد في 19 فبراير 1927. في حي الدقي، بمصر ولد في 19 فبراير 1927. في حي الدقي، بمصر.، ثم انتقلت الأسرة الي حي روض الفرج بعد مولده بسبع سنوات مما أتاح للشاعر ان يتمثل في تكوينه الروح المختلفة في حي كان يميل الي الأرستقراطية وحي يميل الي الطابع الشعبي. حصل إبراهيم علي الشهادة الابتدائية عام 1938 والشهادة الثانوية عام 1943 وخلال هذه السنوات تفتحت مواهبه بعد أن اتيحت له قراءة أمهات كتب الأدب والتراث وشعر كبار الشعراء القدامي من امثال المتنبي والبحتري والشريف الرضي وشاعر العصر الحديث أحمد شوقي لكن أكثر ميله وانجذابه كان الي شاعري الرومانسية الكبيرين علي محمود طه وإبراهيم ناجي.
وقد التحق إبراهيم عيسي بكلية التجارة ـ جامعة فؤادـ وحصل علي شهادتها عام 1949.

## حياته العملية
بعد تخرجه من الجامعة عمل موظفا في بنك مصر حتي عام 1961. ثم انتقل للعمل بجباسات البلاح وفي عام 1974. وعمل مديراً عاماً للتفرغ بوزارة الثقافة إلى أن أحيل إلى المعاش 1987. ورئيسا لجمعية شعراء العروبة، وممثلا للجنة الشعر بالمجلس الأعلي للثقافة المصري.

## حياته الأدبية
يعتبر إبراهيم عيسى من الشعراء المتعصبين لقالب القصيدة العمودية.. بصفته شاعراً مجدداً في إطار القصيدة القديمة. وقد كتب مقدمة لديوانه (شراع في بحر الهوى) تحدث فيها عن رحلته مع الشعر. ونشر إبراهيم عيس أولي قصائده ـ وكانت قصيدة وطنية ـ عام1948 ثم تابع نشر شعره في العديد من الصحف والمجلات ـ المصرية والعربية ـ منذ ذلك التاريخ وحتي رحيله في الأول من ديسمبر عام 2000 عن ثلاثة وسبعين عاما. وبالرغم من وفرة ابداعه الشعري وعدم انقطاعه عن الكتابة فإنه لم يفكر في نشر شعره في دواوين الا في زمن متأخر وهو في الثانية والستين من العمر عندما نشر في عام واحد هو عام 1989 ديوانيه: كلنا عشاق وحبيبي عنيد استجابه لإلحاح عدد من أصدقائه الشعراء والنقاد والدارسين واقتناعا منه بأن النشر المتفرق لقصائده- في الصحف والمجلات ـ لا يتيح لقارئها رؤية متكاملة لعالمه الشعري.
شعر إبراهيم عيسى لا ينفصل عن حياته وحياته لا تنفصل عن شعره والتداخل بين الاثنين: الشعر والحياة يجعله يخلط بينهما ويضطرب كثيرا في التعامل مع الناس عندئذ يثور وينفعل ويخرج عن هدوئه السمح وشفافيته الندية ورقته الآسرة وكأنه عاصفة خرجت من إهابه الهادئ حين تصدمه تقلبات الدنيا وغدر الأصدقاء والإخوان وهو الذي يوشك ان يكون طفلا في وداعته صوفيا في وفائه وصفائه ورحابة قلبه وروحه وإنسانيته الفياضة الغامرة.

## من أشعاره

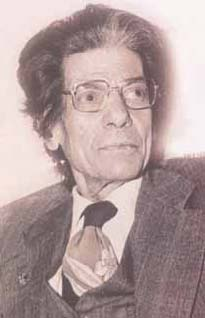
الموسيقار رياض السنباطي

لإبراهيم عيسي طقوس فالمشهد وتجليات فالمعبد وهو يقول في قصيدته التي لحنها رياض السنباطي وتغنت بها وردة الجزائرية:
لا تقل لي ضاع حبي من يدي
يا حبيبي أنت أمسي وغدي
فترفق لا تحطم معبدي
إن في عينيك همس الموعد
لا تدعني أشتكي طول الطريق
ثم أغفو فوق وهم كالحريق
كغريق مستجير بغريق
ان قلبي بعد ان ذاق الرحيق
لا يفيق
يا حبيبي
نقرأ عذوبة إبراهيم عيسي وهو يقول في قصيدته الشاعر والزمان:

وتلتفت الأرض نحو السماء
وتسأل: ماذا بها من بشائر
لمن ضجة العرس فوق النجوم
لمن في السماء تدق المزاهر
فغرد صوت الخلود ونادي
حنانك واستلهمي كل طائر
وبشراك يا ارض إن السماء
تزف الغناء لميلاد شاعر!
وسار الي الناس قلبا يغني
ويحمل بين يديه كتابه
يترجم بالشعر همس النفوس
ويعزف بين الحنايا ربابه
وينساب أغنية للحياة
ويفتح للنور والحب بابه
ويرجو الزمان حنان الأمان
فما فيه وحش وما فيه غابة!

## دواوينه الشعرية
لإبراهيم عيسى ثلاثة دواوين مطبوعة وهي:
- كلنا عشاق، نشر مكتبة غريب، 1989.[2]
- حبيبي عنيد، نشر دار المعارف، 1989.
- شراع في بحر الهوى، الهيئة العامة للكتاب، 1989.

## العضويات والجوائز
- حصل على الجائزة الأولى لجريدة الزمان في الشعر 1950.[3]
- حصل على الجائزة الأولى في مجلة الآداب البيروتية في الشعر 1953.
- حصل على الجائزة الأولى في مسابقة جائزة عبد العزيز سعود البابطين 1990.
- ومنح الدكتوراه الفخرية في الإبداع الشعري من الأكاديمية العالمية للفنون والآداب بكاليفورنيا بالولايات المتحدة الأمريكية 1990.

## ممن كتبوا عن شعره

جريدة الأهرام

كتب الكثير من المفكرين والشعراء عن شعر إبراهيم عيسى في المجلات والصحف المتعددة، وكان آخر ما كتب عنه مؤلف باسم الأعمال الشعرية الكاملة كتبه صديقه الشاعر أحمد سويلم، صدرت في مناسبة الذكري الأولي لرحيله ومن بعض ماكتبوا عنه:
- محمد العزب بمجلة الأديب البيروتية - ديسمبر 1966.
- يوسف خليف بجريدة الأهرام تحت عنوان (ثلاثية إبراهيم عيسى).
- أحمد مصطفى حافظ بعنوان (إبراهيم عيسى شاعر الأداء الفني) في مجلة الثقافة المصرية, يونيو 1982.[3]
- الأعمال الشعرية الكاملة للشاعر إبراهيم عيسى - تأليف الشاعر أحمد سويلم.[2]

ويذكر أن القصائد المخطوطة لابراهيم عيسي تفوق ما سبق نشره في الدواوين. لذا فقد قام الشاعر أحمد سويلم بتصنيفها وتبويبها وتقسيمها موضوعيا ـ في أربعة دواوين أخرى هي:
- علي شاطئ النور من هموم العمر.
- من حكايا القلب.
- أنا والشعر والوطن.

وبهذا أصبحت مجموعة أعماله الكاملة تضم سبعة دواوين صدرت في مناسبة الذكري الأولي لرحيله.